# Campeonato Mundial de Atletismo Sub-20 de 2018 - 1500 m masculino
A prova dos 1500 metros masculino do Campeonato Mundial de Atletismo Sub-20 de 2018 ocorreu entre os dias 10 e 12 de julho no Estádio de Tampere  em Tampere, na Finlândia. 

## Recordes
Antes desta competição, os recordes mundiais e do campeonato nesta prova eram os seguintes:
|     | Nome              | Nacionalidade | Tempo   | Local    | Data                |
| --- | ----------------- | ------------- | ------- | -------- | ------------------- |
| WJR | Ronald Kwemoi     | Quênia        | 3:28.81 | Mónaco   | 18 de julho de 2014 |
| CR  | Abdalaati Iguider | Marrocos      | 3:35.53 | Grosseto | 15 de julho de 2004 |
| WJL | Samuel Tefera     | Etiópia       | 3:31.63 | Xangai   | 12 de maio de 2018  |

## Medalhistas
| Ouro                           | Prata                    | Bronze             |
| George Meitamei Manangoi (KEN) | Jakob Ingebrigtsen (NOR) | Justus Soget (KEN) |

## Cronograma
Todos os horários são locais (UTC+2).
| Data        | Hora  | Evento  |
| ----------- | ----- | ------- |
| 10 de julho | 10:25 | Bateria |
| 12 de julho | 20:25 | Final   |

## Resultados

### Bateria
Qualificação: Os 3 primeiros de cada bateria (Q) e os 3 tempos mais rápidos (q). 
| Posição | Bateria | Atleta                       | Nacionalidade              | Tempo   | Notas           |
| ------- | ------- | ---------------------------- | -------------------------- | ------- | --------------- |
| 1       | 3       | Samuel Tefera                | Etiópia                    | 3:44.48 | Q               |
| 2       | 3       | Elzan Bibic                  | Sérvia                     | 3:44.68 | Q,              |
| 3       | 2       | Justus Soget                 | Quénia                     | 3:44.70 | Q               |
| 4       | 2       | Birhanu Sorsa                | Etiópia                    | 3:44.92 | Q               |
| 5       | 2       | Cooper Teare                 | Estados Unidos             | 3:45.06 | Q               |
| 6       | 3       | Jake Heyward                 | Grã-Bretanha               | 3:45.45 | Q               |
| 7       | 2       | Robin van Riel               | Países Baixos              | 3:45.52 | q               |
| 8       | 2       | Sondre Juven                 | Noruega                    | 3:45.64 | q               |
| 9       | 3       | Callum Davies                | Austrália                  | 3:46.32 | q,              |
| 10      | 3       | Enrique Herreros             | Espanha                    | 3:46.66 |                 |
| 11      | 3       | Hosea Kiplangat              | Uganda                     | 3:46.66 |                 |
| 12      | 2       | Anass Essayi                 | Marrocos                   | 3:46.68 |                 |
| 13      | 2       | Samuel Tanner                | Nova Zelândia              | 3:47.10 |                 |
| 14      | 2       | Jaryd Clifford               | Austrália                  | 3:47.77 |                 |
| 15      | 3       | Bram Anderiessen             | Países Baixos              | 3:47.96 |                 |
| 16      | 3       | Yared Nuguse                 | Estados Unidos             | 3:49.68 |                 |
| 17      | 1       | Jakob Ingebrigtsen           | Noruega                    | 3:51.34 | Q               |
| 18      | 1       | George Meitamei Manangoi     | Quénia                     | 3:51.40 | Q               |
| 19      | 3       | Maximilian Sluka             | Alemanha                   | 3:51.92 |                 |
| 20      | 1       | Oussama Cherrad              | Argélia                    | 3:52.33 | Q               |
| 21      | 3       | Isaiah Priddey               | Nova Zelândia              | 3:52.42 |                 |
| 22      | 1       | Mario García                 | Espanha                    | 3:52.70 |                 |
| 23      | 1       | Daniel Weldetnsae            | Eritreia                   | 3:53.06 |                 |
| 24      | 1       | Szymon Żywko                 | Polónia                    | 3:54.02 |                 |
| 25      | 2       | Hussein Haitham Lafta        | Iraque                     | 3:54.09 |                 |
| 26      | 1       | Quentin Malriq               | França                     | 3:54.46 |                 |
| 27      | 3       | Georgios Panagiotis Miliaras | Grécia                     | 3:54.62 |                 |
| 28      | 1       | Soufiane Hamdaoui            | Marrocos                   | 3:54.90 |                 |
| 29      | 1       | William Devantier            | Dinamarca                  | 3:55.33 |                 |
| 30      | 2       | Daniel Kiprop                | Uganda                     | 3:55.47 |                 |
| 31      | 1       | Jonathan Schmidt             | Alemanha                   | 3:55.56 |                 |
| 32      | 1       | Pietro Arese                 | Itália                     | 3:55.92 |                 |
| 33      | 1       | Charlie Dannatt              | Canadá                     | 3:56.55 |                 |
| 34      | 2       | Rabie Deliba                 | Argélia                    | 3:58.32 |                 |
| 35      | 1       | Dominic Lokolong Atiol       | Time de Atletas Refugiados | 3:59.63 | Recorde pessoal |
| 36      | 3       | . Ankit                      | Índia                      | 4:05.15 |                 |
| 37      | 3       | Evan Jones                   | U.S. Ilhas Virgens         | 4:07.91 |                 |
| 38      | 2       | Simanga Maseko               | Eswatini                   | 4:09.15 | Recorde pessoal |
|         | 2       | Adrian Garcea                | Roménia                    | DSQ     |                 |

### Final
A prova final foi realizada no dia 12 de julho às 20:25. 
| Posição           | Atleta                   | Nacionalidade  | Tempo   | Notas           |
| ----------------- | ------------------------ | -------------- | ------- | --------------- |
| Medalha de ouro   | George Meitamei Manangoi | Quénia         | 3:41.71 |                 |
| Medalha de prata  | Jakob Ingebrigtsen       | Noruega        | 3:41.89 |                 |
| Medalha de bronze | Justus Soget             | Quénia         | 3:42.14 |                 |
| 4                 | Jake Heyward             | Grã-Bretanha   | 3:43.76 |                 |
| 5                 | Samuel Tefera            | Etiópia        | 3:43.91 |                 |
| 6                 | Elzan Bibic              | Sérvia         | 3:44.65 | Recorde pessoal |
| 7                 | Oussama Cherrad          | Argélia        | 3:45.17 |                 |
| 8                 | Sondre Juven             | Noruega        | 3:45.40 |                 |
| 9                 | Birhanu Sorsa            | Etiópia        | 3:45.47 |                 |
| 10                | Cooper Teare             | Estados Unidos | 3:46.18 |                 |
| 11                | Callum Davies            | Austrália      | 3:46.35 |                 |
| 12                | Robin van Riel           | Países Baixos  | 3:48.65 |                 |

Legenda
| Recorde mundial       | Recorde mundial (World record)               |                       | Recorde africano                      | Recorde africano (African) |                                           | Q | Classificado por posição (Qualified) |
| Recorde do campeonato | Recorde do campeonato (Championship record)  | Recorde da América    | Recorde da América (Americas)         | q                          | Classificado por melhor tempo (Qualified) |   |                                      |
| Melhor marca do ano   | Melhor marca do ano (World leading)          | Recorde asiático      | Recorde asiático (Asian)              | DNS                        | Não largou (Did not start)                |   |                                      |
| Recorde nacional      | Recorde nacional (National record)           | Recorde europeu       | Recorde europeu (European)            | DNF                        | Não terminou (Did not finish)             |   |                                      |
| Recorde pessoal       | Recorde pessoal do atleta (Personal best)    | Recorde da Oceania    | Recorde da Oceania (Oceania)          | DSQ / DQ                   | Desclassificado (Disqualified)            |   |                                      |
| Recorde da temporada  | Recorde da temporada do atleta (Season best) | Recorde sul-americano | Recorde sul-americano (South America) | NM                         | Sem marca (No mark)                       |   |                                      |